# Ніжарадзе Дурсун Забітович
Дурсун Забітович Ніжарадзе (1893, село Аламбарі, тепер Кобулетський муніципалітет, Аджарія, Республіка Грузія — ?) — грузинський радянський діяч, голова колгоспу імені Андреєва Кобулетського району Аджарської АРСР. Депутат Верховної ради СРСР 2-го скликання.

## Життєпис
Народився в бідній селянській родині. Працював у сільському господарстві, одним із перших вступив до колгоспу в селі Аламбарі.
З 1932 року — голова колгоспу імені Андреєва села Аламбарі Кобулетського району Аджарської АРСР. У колгоспі збирали високі врожаї цитрусових та чайного листа, колгосп імені Андреєва став мільйонером.
Член ВКП(б) з 1940 року.
Подальша доля невідома.

## Нагороди
- орден Трудового Червоного Прапора (22.03.1936)
- медаль «За оборону Кавказу»
- медалі